# Mustjõgi (Endla järv)
Mustjõgi är ett vattendrag i Estland. Den är 9 km lång. Källan ligger vid byn Koluvere i landskapet Lääne-Virumaa och dess mynning ligger vid sjön Endla järv i landskapet Jõgevamaa. Endla järv är förbunden med Põltsamaa jõgi som via Emajõgi mynnar i sjön Peipus.